# アメリカ盲人財団
アメリカ盲人財団（American Foundation for the Blind、AFB）は、視覚障害者のためのアメリカの非営利団体で、AFBの目的には、変化を進めるための研究の実施、知識と理解の促進、政策と実践の形成が含まれる。
アメリカ盲人評議会の元エグゼクティブディレクターであるエリック・ブリッジスは、2023年4月12日からAFBの社長兼CEOを務めている。
AFBの本部はバージニア州アーリントンにある。

## 歴史
AFB、M.C.の支援とリーダーシップのもと第一次世界大戦で失明した多数の退役軍人を助けるために動かされた慈善家ミゲルは、視力喪失に関する情報のための全国的な情報交換所と失明サービスの専門家のための議論のためのフォーラムの両方を提供するために1921年に設立された。アイオワ州ヴィントンで開催された米国視覚障害者労働者協会の大会で公式に設立されたそれは、研究に拍車をかけ、アメリカ政府の視力喪失を持つ人々のニーズを表現することも意図されていた。
AFBの初期の成果には、英語の点字の標準化を主導し、視覚障害を持つ人々のためのプログラムの教師と管理者のための最初の専門出版物プログラムを確立することが含まれていました。1926年、AFBの視覚障害者向けサービスディレクトリが最初に出版され、ソーシャルワーカーのロッタ・ランドによって編集されました。
1932年、AFBのエンジニアはトーキングブックとトーキングブックマシンを開発し、これらの本を録音するためのスタジオを設置し、現代のオーディオブックの出現を示しました。AFBは、アメリカ議会図書館が運営する視覚障害者のための国立図書館システムにトーキングブックを含めるよう連邦政府を説得する上で重要な役割を果たした。
AFBのアドボカシー活動は、視覚障害者のための重要な法律の可決につながった。AFBは、1990年のアメリカ障害者法（ADA）の作成と可決に尽力し、最近では、視覚障害のある子供たちの特定のニーズを満たすための規定が含まれていることを確認するために、障害者教育法（IDEA）の更新に取り組んだ。
長年にわたり、AFBは点字ライター、拡大鏡、音声血圧計など、視力喪失者のために特別に作られた製品を設計、製造、販売してきました。AFBはまた、設計段階でテクノロジーメーカーと協力して、視覚障害者や視覚障害者が使用できる製品を開発している。特にデジタル技術の出現以来、AFBは、技術生産者の間で普遍的なデザイン慣行を確立することに取り組むことが、すべての製品を長期的に利用できるようにするための最も有望で費用対効果の高い選択肢であると考えている。
AFBはヘレン・ケラーが人生を捧げた組織でもあり。彼女はAFBで40年以上働いており、トーキングブックスプログラムの設立に尽力した。彼女は1968年に亡くなるまで空軍基地に残りました。彼女の意志の条件の下で、彼女は彼女の論文と記念品のリポジトリとしてAFBを選択し、AFBはヘレン・ケラー・アーカイブに保管されている。
ルイ・ブライユは、彼の名前を冠した上げられたドットコードを発明したフランス人です。彼の生誕200周年である2009年1月4日、空軍基地は、彼の写真とデジタル化された書籍や記事を含むオンラインギャラリーを作成した。

## ブラインドリーダー育成プログラム
AFBは、上向きの移動性を高め、すでに雇用されている、キャリアの初期段階にある視覚障害者や低視力の個人に有意義なリーダーシップ体験を生み出すことを目的として、2019年に視覚障害者リーダー開発プログラムを開始した。↵毎年、AFBは視覚障害者や視覚障害者のクラスを選出します。50%がフェローとして、確立されたリーダーが50%がメンターとして機能します。

## 視覚障害者のためのアメリカ印刷所とのパートナーシップ
2018年、AFBはAmerican Printing House for the Blind（APH）と提携し、AFB Press、VisionAware、FamilyConnect、CareerConnect、BrailleBugなど、いくつかのAFBプログラムをAPHのスチュワードシップの下で継続するように移行した。APHの監督下にあるこれらのプログラムにより、AFBはより強力な社会システムの構築に焦点を当てた政策とプログラムに投資し、最終的には視覚障害を持つ人々にとってより包括的でアクセスしやすい社会を構築している。

## ヘレン・ケラー・アーカイブ
2018年、AFBはヘレン・ケラー・アーカイブを立ち上げた。これは、ヘレン・ケラーの生涯と作品に捧げられた16万点以上のアーティファクトで構成される、初めて完全にアクセス可能なデジタルアーカイブコレクションです。これは、ヘレン・ケラーに関する歴史的コンテンツの最大のリポジトリです。ヘレン・ケラーの象徴的な名前は、作家、政治活動家、人道主義者としての画期的な仕事で世界中の隅々で知られています。障害者に対する国民の認識を変える上で重要な役割を果たしました。

## ビジョンアウェア
2012年、AFBは、Reader's Digest Partners for Sight Foundationと提携して、VisionAwareをサイトファミリーに追加しました。このサイトは、AFBのシニアサイトからのコンテンツを折り畳み込み、視力喪失を持つあらゆる年齢の成人のための新しい情報とリソースを提供している。
VisionAwareの目標は、米国で増大する公衆衛生問題である加齢に伴う眼疾患に対処するために、成人とその家族を支援することです。40歳以上のアメリカ人の視力障害に関する研究によると、加齢黄斑変性症、緑内障、糖尿病性網膜症などの疾患による視力低下率は、米国の7,800万人のベビーブーマー世代が定年に達するにつれて、2030年までに倍増すると予想されている。
2018年、VisionAwareはAFB-APHパートナーシップの一環として、American Printing House for the Blindに移管された。

## ファミリーコネクト
2008年春、AFBと全米視覚障害児親協会（NAPVI）は、視覚障害児の介護者のためのオンラインコミュニティであるFamilyConnectを立ち上げた。NAPVIはLighthouse Guildの関連会社です。2018年、VisionAwareはAFB-APHパートナーシップの一環として、American Printing House for the Blindに移行した。